# Lúcio Cornélio Sula Fausto
Lúcio Cornélio Sula Fausto (em latim: Lucius Cornelius Sulla Faustus) foi um senador romano da gente Cornélia eleito cônsul em 5 a.C. com o imperador Augusto. É possível que Sula seja filho de Públio Cornélio Sula, cônsul eleito para 65 a.C., o que faria dele sobrinho-neto do ditador romano Lúcio Cornélio Sula. Seus dois filhos, Fausto Cornélio Sula Lúculo e Lúcio Cornélio Sula Magno, foram senadores durante o reinado de Tibério.